# The Swinge
The Swinge är ett sund mellan öarna Alderney och Burhou i Engelska kanalen.